# Dvigatel Revoljoetsii (metrostation)
Dvigatel Revoljoetsii (Russisch: Двигатель Революции) is een station van de metro van Nizjni Novgorod. Het station maakt deel uit van Avtozavodskaja-lijn en werd geopend op 20 november 1985, tegelijk met het eerste metrotracé in de stad. Het metrostation bevindt zich in het stadsdeel Leninski, onder de Leninski Prospekt (Leninlaan), nabij het riviertje de Borzovka. Zijn naam ("Motor van de Revolutie") dankt het station aan een gelijknamige fabriek in de omgeving.
Het station is ondiep gelegen en beschikt over een perronhal met zuilengalerijen. De wanden langs de sporen zijn bekleed met tegels van grijs-wit gestreept marmer. Boven de trappen naar het perron zijn kleurrijke mozaïeken aangebracht. De uitgangen van het station bevinden zich op de kruising van de Leninski Prospekt en de Norilskaja Oelitsa (Norilskstraat), midden in een woonwijk.